# 인종불평등론

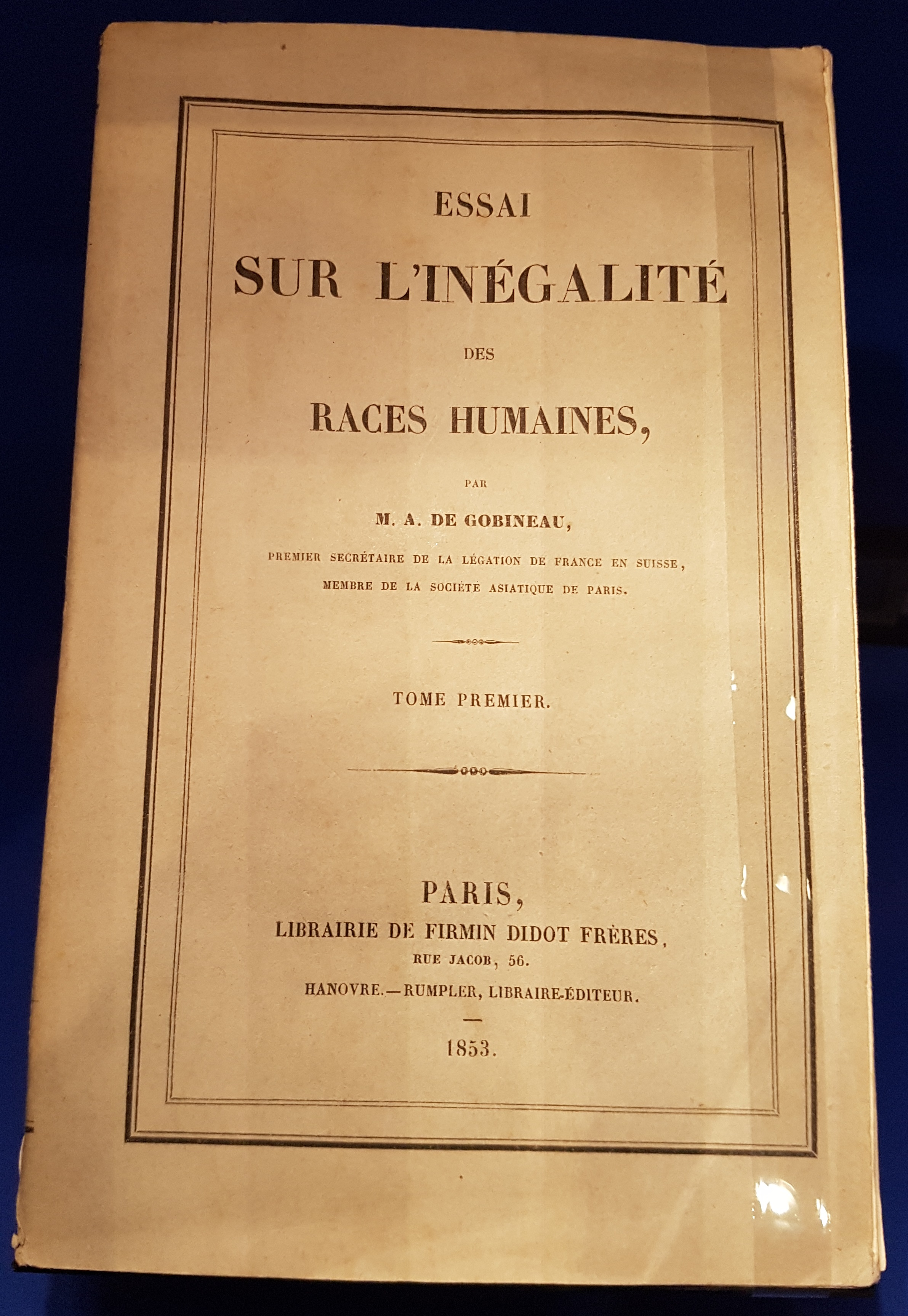
초판 표지

『인종불평등론』 ( Essay on the Inequality of the Human Races, 1853-1855 ) 프랑스 출신의 작가인 아르튀르 드 고비노가 지은 저서로 인종 간에 지적 능력에 차이가 있음을 주장하였다. 그는 백인종이 우월하여 인종간의 혼혈시 백인이 우등하다고 주장하였다. 그는 인종을 백인, 황인, 흑인으로 구분하였고, 역사는 백인으로부터 발전하였고, 아리안족이 가장 발전된 인종이라고 주장하였다. 그의 주장은 후세에 휴스턴 스튜어트 체임벌린에게 영향을 미쳤고, 아돌프 히틀러의 사상에 영향을 미친 결과를 가져왔다.

## 같이 보기
- 과학적 인종주의